# Kernschießen
Kernschießen ist ein maschinelles Verfahren der Gießereitechnik (Urformen) zum Herstellen von Kernen mit sogenannten Kernschießmaschinen und dafür geeigneten Kernkästen.
Das Vergießen von flüssigem Metall in eine Form (z. B. eine Sandform) führt ohne Verwendung von Kernen zu einem massiven Gussteil. Soll das Gussteil aber aus Gründen einer verwickelten, geometrischen Konstruktion, z. B. als Gewichtsersparnis oder dem Durchleiten von Medien (beispielsweise einer Flüssigkeit) hohl sein, so gibt es verschiedene Verfahren, dies mittels Kernen, produziert durch das Kernschießverfahren, zu erreichen. Hierbei wird die Form des zu erzeugenden Hohlraumes mit speziell präpariertem Formstoff hergestellt. Dieser Sandkern wird dann innerhalb der Form an die Stelle platziert, an dem der Hohlraum oder eine Hinterschneidung erzeugt werden soll. Bei Bedarf wird dieser Kern  mit Kerneisen verstärkt, damit er beim Gießvorgang nicht zerstört wird.
In der Kernschießmaschine wird mit Bindemittel versetzter Formgrundstoff mit einem bestimmten Schießdruck (2–6 bar) und eventuell definierter Arbeitstemperatur in eine Kernform (den „Kernkasten“) eingebracht. Nach dem Aushärten des so hergestellten Gusskerns wird dieser in die Gussform eingebaut. Im Anschluss an den erfolgten Abguss wird der Formstoff, aus dem der Kern hergestellt wurde, durch die in der Gusskonstruktion dafür vorgesehenen Öffnungen entfernt.
Je nach dem für das Aushärten des Formstoffes beigemischten Bindemittel kommen so genannte Coldbox- oder Hotbox-Kernschießmaschinen zum Einsatz.

## Kernschießsimulation

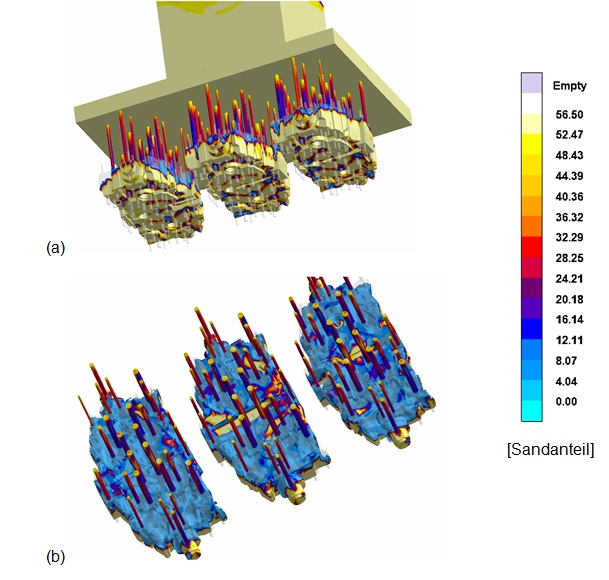
Die Abbildungen zeigen eine komplexe Kernschießsimulation für ein Mehrfachwerkzeug. Alle Kerne sollen möglichst gleichmäßig gefüllt werden. Hierfür waren 85 Schießdüsen und etwa 400 Entlüftungsdüsen im Simulationsprogramm zu positionieren.

Um das Kernschießen zu optimieren, kann der Prozess (alle Prozessschritte inkl. Schießen und Entlüften, Begasen und Aushärten) simuliert, virtuell vorhergesagt und durch eine Animation im Zeitverlauf abgebildet werden (Kernschießsimulation). Dabei werden die unterschiedlichen Strömungen von Sand und Luft, ihre Wechselwirkungen miteinander und mit der Umgebung des Kernkastens dynamisch modelliert. 
Eine Kernsimulation kann sowohl für organische als auch anorganische Binder eingesetzt werden und für kalte (Coldbox) Herstellungsverfahren wie auch temperierte Kernbüchsen (Hotbox, Croning, anorganische Kerne) eingesetzt werden. Aus den Simulationsergebnissen ist erkennbar, wie Prozessparameter – Schießdruck, Anzahl und Positionen von Schieß- und Entlüftungsdüsen oder Sand-Binder-Gemisch – gewählt werden müssen, um überall die erforderliche Sanddichte zu erhalten und Kerne wirtschaftlich zu fertigen, mit denen sich Gussteile in der gewünschten Qualität produzieren lassen.